# Boku no Kokoro no Yabai Yatsu
Boku no Kokoro no Yabai Yatsu (僕の心のヤバイやつ), também conhecido pelo seu título internacional The Dangers in My Heart, é um mangá escrito e desenhado por Sakurai Norio. Serializado por pela editora Akita Shoten no site Manga Cross desde 8 de março de 2018. Os capítulos são disponibilizados gratuitamente a cada 2 semanas no site e posteriormente a editora os vende no formato de volumes tankobon.

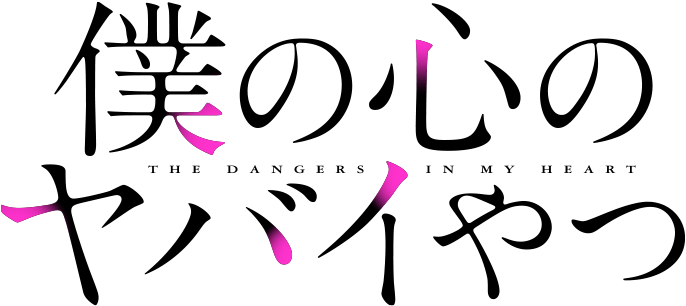
Arte para a série Autor:©桜井のりお（秋田書店）／僕ヤバ製作委員会

Em abril de 2023 estreou a adaptação em anime do mangá. Essa adaptação ocorreu após o mangá vencer em uma edição e ficar em quarto em outra edição na enquete do evento AnimeJapan sobre quais mangás o público queria uma adaptação para anime. No capítulo final da primeira temporada foi confirmada a realização da segunda temporada, que estreou em janeiro de 2024. Além das histórias principais lançadas no site, a autoria também posta histórias extras em sua página no X (antigo Twitter). Algumas dessas histórias foram animadas em um spin off, os episódios foram lançados em dezembro de 2023. Esse spin off se chamou Twi-Yaba.

## Enredo
Ichikawa Kyotaro é um estudante tipico personagem de fundo, que há muito tempo que tem abrigado um impulso homicida insano em relação aos seus colegas de turma, em especial a Yamada Anna. No decorrer do mangá  é demonstrado que esses sentimentos não eram reais. Ambos estão no equivalente a segunda parte do ensino fundamental brasileiro. Ichikawa e Yamada passam a ter encontros diários na biblioteca da escola, onde ela vai apenas para comer doces e salgadinhos. Com o passar do tempo os dois começam a se aproximar, o que junto com outros acontecimentos, os levam a começar nutrir sentimentos um pelo outro. 

## Personagens

### Ichikawa Kyotaro
Tipico personagem de fundo. No início do mangá acreditava possuir um sentimento homicida incontrolável. Ao se aproximar de Yamada, começa a perceber mais claramente o motivo de criar essa ilusão homicida, além de nutrir sentimentos pela mesma.

### Yamada Anna
A garota mais popular da escola. Por sua beleza e altura Yamada trabalha como modelo. Ela chegou a ser assediada por um aluno de uma série superior, que tentou obrigá-la, usando a força física, a dar seu contato a ele, tendo sido salva por Ichikawa. É demonstrada que ela possuí um grande apetite e que algumas vezes age como uma personagem "cabeça de vento".

## Lista de volumes
| N.º | Data de lançamento japonês japão | ISBN japonês japão |
| --- | -------------------------------- | ------------------ |
| 1   | 7 de dezembro de 2018            | 978-4-25-322615-8  |
| 2   | 6 de setembro de 2019            | 978-4-25-322616-5  |
| 3   | 8 de junho de 2020               | 978-4-25-322617-2  |
| 4   | 8 de fevereiro de 2021           | 978-4-25-322619-6  |
| 5   | 8 de julho de 2021               | 978-4-25-322619-6  |
| 6   | 7 de janeiro de 2022             | 978-4-25-322669-1  |
| 7   | 8 de agosto de 2022              | 978-4-253-22684-4  |
| 8   | 8 de março de 2023               | 978-4-253-22685-1  |
| 9   | 8 de novembro de 2023            | 978-4-253-22969-2  |
| 10  | 8 de abril de 2024               | 978-4-253-28476-9  |
| 11  | 8 de novembro de 2024            | 978-4-253-28477-6  |
| 12  | 6 de junho de 2025               | 978-4-253-28480-6  |